# Nacom
Nacom es el nombre en idioma maya utilizado para designar al líder militar o capitán de los guerreros en una localidad o batabil o bien de una jurisdicción o kuchkabal del pueblo maya precolombino.
En la sociedad maya el máximo jefe o gobernante de cada jurisdicción era  el Halach uinik, quien coordinaba a los jefes de cada población llamados Batab.  En épocas de guerra el Halach uinik designaba a un capitán general llamado Nacom, quién debía coordinar a todos los Batab para conformar un ejército general.  El Nacom era un personaje respetado, y cada año se realizaba una celebración en su honor. 

...iban todos a casa del capitán de sus guerras, llamado Nacón (Nacom), del cual traté, y traíanle con gran pompa sahumándole como ídolo de templo, y le sentaban quemándole incienso (copal) y así estaban él y ellos hasta pasados los cinco días, en los cuales comían y bebían de los dones que se ofrecían en templo, y bailaban un baile a manera de paso largo de guerra, y así le llaman Holkanakot (holcan okot), que quiere decir baile de guerreros...
Relación de las cosas de Yucatán, Diego de Landa.

De acuerdo a Diego de Landa, existía también otro puesto que recibía un nombre semejante en la estructura de la sociedad maya, el cual era de la clase sacerdotal, y su función principal era llevar a cabo los sacrificios humanos, se le designaba con el nombre de Ah Nacom.
Jerónimo de Aguilar y Gonzalo Guerrero fueron los únicos sobrevivientes españoles de un naufragio ocurrido en 1511 en el mar Caribe, lograron llegar a las costas de la península de Yucatán.  Ocho años más tarde Aguilar se unió a la expedición de Hernán Cortés, y sirvió como intérprete, también declaró que su compañero se había rehusado a reintegrarse con los españoles, pues era casado, tenía tres hijos y había sido nombrado "jefe de guerreros" de la jurisdicción de Chactemal, es decir había sido nombrado Nacom.